# Elezioni primarie del Partito Democratico del 2008 (Stati Uniti d'America)
Le elezioni primarie del Partito Democratico statunitense del 2008 si sono tenute tra i mesi di gennaio e giugno in vista delle elezioni presidenziali. Il candidato che ha ottenuto più voti popolari è stata la senatrice Hillary Clinton, ma la maggioranza dei delegati nei singoli Stati e il numero più alto di superdelegati favorevoli (463 su 823) è stato ottenuto dal senatore Barack Obama, che ha così avuto la nomination.

## Candidati
Hanno concorso alla nomina presidenziale la senatrice Hillary Clinton e il senatore Barack Obama.
Avevano presentato la loro candidatura anche Joe Biden, Christopher Dodd, John Edwards e Bill Richardson, ma si sono ritirati dalla competizione a causa dei deludenti risultati elettorali. Dennis Kucinich ha abbandonato la corsa per protesta a causa del mancato invito ai dibattiti presidenziali mentre Tom Vilsack è stato escluso dal partito a causa dei pochissimi fondi che era riuscito a raccogliere.
Quest'anno, per la prima volta, hanno potuto votare per le primarie democratiche anche gli americani residenti fuori dagli Stati Uniti.
Il 3 giugno 2008 Barack Obama ha raggiunto il quorum necessario per la nomina ufficiale, ed è quindi diventato il candidato democratico alla presidenza.

### Candidato vincitore
| Candidato | Posizione precedente   | Stato di origine | Immagine della campagna | Voto popolare      | Delegati | Compagno di corsa |
| --------- | ---------------------- | ---------------- | ----------------------- | ------------------ | -------- | ----------------- |
|           | Senatore dell'Illinois | Illinois         |                         | 17,535,458 (48,1%) | 2 272,5  | Joe Biden         |

Candidati ritiratisi durante le primarie e la convention
| Candidato | Posizione precedente             | Stato di origine  | Immagine della campagna | Delegati |
| --------- | -------------------------------- | ----------------- | ----------------------- | -------- |
|           | Senatore di New York             | New York          |                         | 1643.5   |
|           | Senatore della Carolina del Nord | Carolina del Nord |                         | 24,5     |
|           | Senatore del Delaware            | Delaware          |                         | 0        |
|           | Governatore del Nuovo Messico    | Nuovo Messico     |                         | 0        |
|           | Senatore dell'Indiana            | Indiana           |                         | 0        |
|           | Senatore del Connecticut         | Connecticut       |                         | 0        |
|           | Senatore dell'Alaska             | Alaska            |                         | 0        |
|           | Rappresentante dell'Ohio         | Ohio              |                         | 0        |
|           | Governatore dell'Iowa            | Iowa              |                         | 0        |

## Risultati
Le primarie sono ufficialmente partite il 3 gennaio e si sono concluse il 7 giugno.
Caucus dell'Iowa

Bandiera dell'Iowa

Come da tradizione, il primo Stato ad esprimere la propria opinione è l'Iowa. Vincere nella prima tornata elettorale è fondamentale perché si genera entusiasmo tra i propri elettori e scoramento tra quelli dei rivali, quindi tutti i candidati si sono impegnati a fondo, partecipando a numerosi dibattiti con la popolazione locale e spendendo una grande fetta dei propri fondi economici.
L'Iowa esprime 45 delegati: la vittoria, come la maggior parte dei sondaggi aveva previsto, è andata a Barack Obama. Alle sue spalle, come numero di preferenze, è arrivato John Edwards ma Hillary Clinton ha ottenuto un delegato in più del senatore della Carolina del Sud a causa del complicato meccanismo del caucus.
Biden e Dodd, molto staccati dagli altri candidati e delusi per il magro risultato, hanno annunciato il loro addio alla competizione; nessuno dei due, finora, ha deciso di appoggiare un altro candidato.
| Primarie del Partito Democratico dell'Iowa, 2008 | Primarie del Partito Democratico dell'Iowa, 2008 | Primarie del Partito Democratico dell'Iowa, 2008 | Primarie del Partito Democratico dell'Iowa, 2008 | Primarie del Partito Democratico dell'Iowa, 2008 |
| Candidato                                        | Candidato                                        | Delegati statali                                 | Percentuale                                      | Delegati nazionali                               |
| ------------------------------------------------ | ------------------------------------------------ | ------------------------------------------------ | ------------------------------------------------ | ------------------------------------------------ |
| Barack Obama                                     | Barack Obama                                     | 940                                              | 37,58%                                           | 16                                               |
| John Edwards                                     | John Edwards                                     | 744                                              | 29,75%                                           | 14                                               |
| Hillary Clinton                                  | Hillary Clinton                                  | 737                                              | 29,47%                                           | 15                                               |
| Bill Richardson                                  | Bill Richardson                                  | 53                                               | 2,11%                                            | 0                                                |
| Joe Biden                                        | Joe Biden                                        | 23                                               | 0,93%                                            | 0                                                |
| Christopher Dodd                                 | Christopher Dodd                                 | 1                                                | 0,02%                                            | 0                                                |
| Dennis Kucinich                                  | Dennis Kucinich                                  | 0                                                | 0,00%                                            | 0                                                |
| Mike Gravel                                      | Mike Gravel                                      | 0                                                | 0,00%                                            | 0                                                |
| Neutrali                                         | Neutrali                                         | 3                                                | 0,14%                                            | 0                                                |
| Totale                                           | Totale                                           | 2,501                                            | 100.00%                                          | 45                                               |

Primarie del New Hampshire

Bandiera del New Hampshire

L'8 gennaio è stata la volta del New Hampshire, che esprime all'interno della convention democratica 22 delegati.
Smentendo i sondaggi, che davano Obama in forte vantaggio, è stata Hillary Clinton ad ottenere più consensi. Tuttavia, per quanto concerne il numero di delegati, l'ex first lady e l'afroamericano hanno pareggiato per 9 a 9.
Il New Hampshire si è dimostrato più "aperto" dell'Iowa ed ha incluso nella lista dei votabili anche candidati minori, che tuttavia hanno ricevuto un consenso molto basso.
| Primarie del Partito Democratico del New Hampshire, 2008 | Primarie del Partito Democratico del New Hampshire, 2008 | Primarie del Partito Democratico del New Hampshire, 2008 | Primarie del Partito Democratico del New Hampshire, 2008 | Primarie del Partito Democratico del New Hampshire, 2008 |
| Candidato                                                | Candidato                                                | Voti                                                     | Percentuale                                              | Delegati nazionali                                       |
| -------------------------------------------------------- | -------------------------------------------------------- | -------------------------------------------------------- | -------------------------------------------------------- | -------------------------------------------------------- |
| Hillary Clinton                                          | Hillary Clinton                                          | 112.610                                                  | 39,09%                                                   | 9                                                        |
| Barack Obama                                             | Barack Obama                                             | 105.007                                                  | 36,45%                                                   | 9                                                        |
| John Edwards                                             | John Edwards                                             | 48.818                                                   | 16,95%                                                   | 4                                                        |
| Bill Richardson                                          | Bill Richardson                                          | 13.239                                                   | 4,60%                                                    | 0                                                        |
| Dennis Kucinich                                          | Dennis Kucinich                                          | 3.901                                                    | 1,35%                                                    | 0                                                        |
| Joe Biden                                                | Joe Biden                                                | 642                                                      | 0,22%                                                    | 0                                                        |
| Mike Gravel                                              | Mike Gravel                                              | 404                                                      | 0,14%                                                    | 0                                                        |
| Richard Caligiuri                                        | Richard Caligiuri                                        | 254                                                      | 0,09%                                                    | 0                                                        |
| Christopher Dodd                                         | Christopher Dodd                                         | 205                                                      | 0,07%                                                    | 0                                                        |
| Kenneth Capalbo                                          | Kenneth Capalbo                                          | 108                                                      | 0,04%                                                    | 0                                                        |
| D. R. Hunter                                             | D. R. Hunter                                             | 95                                                       | 0,03%                                                    | 0                                                        |
| William Keefe                                            | William Keefe                                            | 51                                                       | 0,02%                                                    | 0                                                        |
| Tom Laughlin                                             | Tom Laughlin                                             | 47                                                       | 0,02%                                                    | 0                                                        |
| Randy Crow                                               | Randy Crow                                               | 37                                                       | 0,01%                                                    | 0                                                        |
| Michael Skok                                             | Michael Skok                                             | 32                                                       | 0,01%                                                    | 0                                                        |
| Ole Savior                                               | Ole Savior                                               | 29                                                       | 0.01%                                                    | 0                                                        |
| Henry Hewes                                              | Henry Hewes                                              | 17                                                       | 0,01%                                                    | 0                                                        |
| William Hughes                                           | William Hughes                                           | 16                                                       | 0.01%                                                    | 0                                                        |
| Caroline Killeen                                         | Caroline Killeen                                         | 11                                                       | 0,00%                                                    | 0                                                        |
| Tom Koos                                                 | Tom Koos                                                 | 10                                                       | 0,00%                                                    | 0                                                        |
| Dal LaMagna                                              | Dal LaMagna                                              | 8                                                        | 0,00%                                                    | 0                                                        |
| Altri                                                    | Altri                                                    | 2.517                                                    | 0,87%                                                    | 0                                                        |
| Totale                                                   | Totale                                                   | 288.058                                                  | 100,00%                                                  | 22                                                       |

Primarie del Michigan

Bandiera del Michigan

Il 15 gennaio si è votato in Michigan. Tuttavia sono state elezioni in tono minore perché i vertici centrali del Partito Democratico hanno deciso di punire i vertici locali, rei di aver anticipato troppo la data delle primarie, azzerando il numero di delegati eleggibili dal Michigan. In questo modo la competizione è divenuta assolutamente inutile.
Obama ed Edwards hanno preferito non partecipare al voto per concentrarsi in altri stati. Così la Clinton, unica big in gara, ha ottenuto facilmente la vittoria.
| Primarie del Partito Democratico del Michigan, 2008 | Primarie del Partito Democratico del Michigan, 2008 | Primarie del Partito Democratico del Michigan, 2008 | Primarie del Partito Democratico del Michigan, 2008 | Primarie del Partito Democratico del Michigan, 2008 |
| Candidate                                           | Candidate                                           | Voti                                                | Percentuale                                         | Delegati nazionali                                  |
| --------------------------------------------------- | --------------------------------------------------- | --------------------------------------------------- | --------------------------------------------------- | --------------------------------------------------- |
| Hillary Clinton                                     | Hillary Clinton                                     | 327.524                                             | 55,23%                                              | 0                                                   |
| Dennis Kucinich                                     | Dennis Kucinich                                     | 21.695                                              | 3,66%                                               | 0                                                   |
| Christopher Dodd                                    | Christopher Dodd                                    | 3.839                                               | 0,65%                                               | 0                                                   |
| Mike Gravel                                         | Mike Gravel                                         | 2.356                                               | 0,40%                                               | 0                                                   |
| Neutrali                                            | Neutrali                                            | 237.558                                             | 40,06%                                              | 0                                                   |
| Totali                                              | Totali                                              | 592.972                                             | 100,00%                                             | 0                                                   |

Primarie del Nevada

Bandiera del Nevada

Il 19 gennaio la palla è passata agli elettori del Nevada, che eleggevano 25 delegati. Anche qui si è verificato un episodio curioso: nonostante la Clinton avesse ottenuto la maggioranza assoluta dei voti, è stato Obama ad aggiudicarsi la maggioranza dei delegati.
Al termine di questa elezione, si è molto discusso sulle regole elettorali che consentono risultati non in linea con l'indicazione popolare. Tuttavia, anche negli Stati seguenti si è deciso di adottare lo stesso sistema.
| Primarie del Partito Democratico del Nevada, 2008 | Primarie del Partito Democratico del Nevada, 2008 | Primarie del Partito Democratico del Nevada, 2008 | Primarie del Partito Democratico del Nevada, 2008 | Primarie del Partito Democratico del Nevada, 2008 |
| Candidato                                         | Candidato                                         | Delegati statali                                  | Percentuale                                       | Delegati nazionali                                |
| ------------------------------------------------- | ------------------------------------------------- | ------------------------------------------------- | ------------------------------------------------- | ------------------------------------------------- |
| Hillary Clinton                                   | Hillary Clinton                                   | 5.407                                             | 50,77%                                            | 12                                                |
| Barack Obama                                      | Barack Obama                                      | 4.805                                             | 45,12%                                            | 13                                                |
| John Edwards                                      | John Edwards                                      | 398                                               | 3,74%                                             | 0                                                 |
| Dennis Kucinich                                   | Dennis Kucinich                                   | 5                                                 | 0,05%                                             | 0                                                 |
| Altri                                             | Altri                                             | 1                                                 | 0,01%                                             | 0                                                 |
| Neutrali                                          | Neutrali                                          | 33                                                | 0,31%                                             | 0                                                 |
| Totale                                            | Totale                                            | 10.649                                            | 100,00%                                           | 25                                                |

Primarie della Carolina del Sud

Bandiera della Carolina del Sud

Il 26 gennaio si è votato nell'importante Stato della Carolina del Sud, che elegge 45 delegati. Qui Edwards, che giocava in casa, ha giocato tutte le sue carte per uscire dall'isolamento in cui Obama e Clinton lo avevano costretto. Il magro risultato lo ha fatto propendere per il ritiro, senza dare ufficialmente appoggio a nessun altro candidato.
Nella Carolina del Sud la metà degli elettori democratici è di colore: ciò ha sicuramente favorito il trionfo di Obama, che però è riuscito comunque ad avere un significativo appoggio (25%) anche dall'elettorato bianco.
| Primarie del Partito Democratico della Carolina del Sud, 2008 | Primarie del Partito Democratico della Carolina del Sud, 2008 | Primarie del Partito Democratico della Carolina del Sud, 2008 | Primarie del Partito Democratico della Carolina del Sud, 2008 | Primarie del Partito Democratico della Carolina del Sud, 2008 |
| Candidato                                                     | Candidato                                                     | Voti                                                          | Percentuale                                                   | Delegati nazionali                                            |
| ------------------------------------------------------------- | ------------------------------------------------------------- | ------------------------------------------------------------- | ------------------------------------------------------------- | ------------------------------------------------------------- |
| Barack Obama                                                  | Barack Obama                                                  | 295.214                                                       | 55,44%                                                        | 25                                                            |
| Hillary Clinton                                               | Hillary Clinton                                               | 141.217                                                       | 26,52%                                                        | 12                                                            |
| John Edwards                                                  | John Edwards                                                  | 93.576                                                        | 17,57%                                                        | 8                                                             |
| Bill Richardson                                               | Bill Richardson                                               | 727                                                           | 0,14%                                                         | 0                                                             |
| Joe Biden                                                     | Joe Biden                                                     | 694                                                           | 0,13%                                                         | 0                                                             |
| Dennis Kucinich                                               | Dennis Kucinich                                               | 552                                                           | 0,10%                                                         | 0                                                             |
| Christopher Dodd                                              | Christopher Dodd                                              | 247                                                           | 0,05%                                                         | 0                                                             |
| Mike Gravel                                                   | Mike Gravel                                                   | 241                                                           | 0,05%                                                         | 0                                                             |
| Totale                                                        | Totale                                                        | 532.468                                                       | 100,00%                                                       | 45                                                            |

Primarie della Florida

Bandiera della Florida

Il 29 gennaio è la volta della Florida. Nello Stato che fu decisivo per la vittoria di George W. Bush alle elezioni del 2000 si è però verificata la stessa situazione del Michigan: lo Stato, punito per aver anticipato la data del voto, non elegge nessun rappresentante. In seguito il Partito democratico vista l'importanza di questo stato ha assegnato i delegati dimezzando però il numero, decisione fortemente contestata da Hillary Clinton in quanto fortemente danneggiata da questa decisione.
Rimane ancora in corsa, nonostante i bassissimi consensi elettorali, il settantottenne ex senatore dell'Alaska Mike Gravel.
| Primarie del Partito Democratico della Florida, 2008 | Primarie del Partito Democratico della Florida, 2008 | Primarie del Partito Democratico della Florida, 2008 | Primarie del Partito Democratico della Florida, 2008 | Primarie del Partito Democratico della Florida, 2008 |
| Candidato                                            | Candidato                                            | Voti                                                 | Percentuale                                          | Delegati nazionali                                   |
| ---------------------------------------------------- | ---------------------------------------------------- | ---------------------------------------------------- | ---------------------------------------------------- | ---------------------------------------------------- |
| Hillary Clinton                                      | Hillary Clinton                                      | 870.303                                              | 49,77%                                               | 0                                                    |
| Barack Obama                                         | Barack Obama                                         | 575.794                                              | 32,93%                                               | 0                                                    |
| John Edwards                                         | John Edwards                                         | 251.444                                              | 14,38%                                               | 0                                                    |
| Joe Biden                                            | Joe Biden                                            | 15.698                                               | 0,90%                                                | 0                                                    |
| Bill Richardson                                      | Bill Richardson                                      | 14.986                                               | 0,86%                                                | 0                                                    |
| Dennis Kucinich                                      | Dennis Kucinich                                      | 9.696                                                | 0,55%                                                | 0                                                    |
| Christopher Dodd                                     | Christopher Dodd                                     | 5.474                                                | 0,31%                                                | 0                                                    |
| Mike Gravel                                          | Mike Gravel                                          | 5.274                                                | 0,30%                                                | 0                                                    |
| Totale                                               | Totale                                               | 1.748.669                                            | 100,00%                                              | 0                                                    |

## Super Tuesday
Il 5 febbraio si è deciso chi sarebbe stato il candidato democratico alla Casa Bianca. Si è votato infatti in Alabama, Alaska, Samoa Americane, Arizona, Arkansas, California, Colorado, Connecticut, Delaware, Georgia, Illinois, Kansas, Massachusetts, Minnesota, Missouri, New Jersey, Nuovo Messico, New York, Nord Dakota, Oklahoma, Tennessee e Utah.
Si sarebbe dovuto votare anche in Idaho, ma i vertici statali dei democratici hanno deciso di posticipare la data al 27 maggio per evitare di incappare in punizioni come il Michigan e la Florida. Il 5 febbraio sono partite anche le primarie anche tra gli iscritti al Partito Democratico residenti all'estero, che si sono concluse il 13 dello stesso mese.
Nel Super Tuesday sono stati assegnati il 52% dei delegati democratici: è per questo che il candidato vincente, soprattutto se con ampio margine, ha la vittoria assicurata.
Primarie dell'Alabama

Bandiera dell'Alabama

Dei 60 delegati nazionali, 52 sono assegnati in base ai risultati delle primarie. 34 delegati sono assegnati in modo proporzionale ai candidati in ognuno dei 7 congressional district. Altri 18 delegati sono assegnati proporzionalmente in base ai voti totali. È richiesto, sia nei district che a livello generale una soglia di sbarramento del 15%.
Il 1º marzo sono stati assegnati gli ultimi 8 delegati, e sono composti in questo modo: 5 membri del Comitato Nazionale Democratico, 2 Membri del Congresso, 1 delegato selezionato durante il meeting del State Democratic Executive Committee. Questi 8 delegati andranno alla convention nazionale del partito ufficialmente senza essere legati ad un candidato, ovvero come superdelegati.
| Primarie del partito Democratico dell'Alabama, 2008 (non completi) | Primarie del partito Democratico dell'Alabama, 2008 (non completi) | Primarie del partito Democratico dell'Alabama, 2008 (non completi) | Primarie del partito Democratico dell'Alabama, 2008 (non completi) | Primarie del partito Democratico dell'Alabama, 2008 (non completi) |
| Candidato                                                          | Candidato                                                          | Voti                                                               | Percentuale                                                        | Delegati nazionali                                                 |
| ------------------------------------------------------------------ | ------------------------------------------------------------------ | ------------------------------------------------------------------ | ------------------------------------------------------------------ | ------------------------------------------------------------------ |
| Barack Obama                                                       | Barack Obama                                                       | 302.684                                                            | 56,08%                                                             | 20                                                                 |
| Hillary Clinton                                                    | Hillary Clinton                                                    | 226.454                                                            | 41,96%                                                             | 21                                                                 |
| John Edwards                                                       | John Edwards                                                       | 7.933                                                              | 1,47%                                                              | 0                                                                  |
| Nessuna preferenza                                                 | Nessuna preferenza                                                 | 2.672                                                              | 0,5%                                                               | 0                                                                  |
| Totale                                                             | Totale                                                             | 539.743                                                            | 100,00%                                                            | 52                                                                 |

Caucus dell'Alaska
| Caucus del partito democratico dell'Alaska, 2008 | Caucus del partito democratico dell'Alaska, 2008 | Caucus del partito democratico dell'Alaska, 2008 | Caucus del partito democratico dell'Alaska, 2008 | Caucus del partito democratico dell'Alaska, 2008 |
| Candidato                                        | Candidato                                        | State delegates                                  | Percentuale                                      | Delegati nazionali                               |
| ------------------------------------------------ | ------------------------------------------------ | ------------------------------------------------ | ------------------------------------------------ | ------------------------------------------------ |
| Barack Obama                                     | Barack Obama                                     | 302                                              | 74,38%                                           | 9                                                |
| Hillary Clinton                                  | Hillary Clinton                                  | 103                                              | 25,37%                                           | 4                                                |
| Nessuna preferenza                               | Nessuna preferenza                               | 1                                                | 0,25%                                            | 0                                                |
| Totale                                           | Totale                                           | 406                                              | 100,00%                                          | 13                                               |

Caucus delle Samoa Americane

Bandiera dell'Alaska

Bandiera delle Samoa Americane

Dei 9 delegati nazionali, 3 sono eletti nel caucus in modo proporzionale con sbarramento al 15% (in realtà i delegati sono 6, ma il loro voto quando giungeranno alla convention nazionale del partito Democratico varrà 1/2. Per questo motivo i voti dei delegati sono 3). I restanti 6 delegati non sono ufficialmente collegati ad un candidato e sono assegnati ad alcuni leader di partito.
| Caucus del partito Democratico delle Samoa Americane, 2008 | Caucus del partito Democratico delle Samoa Americane, 2008 | Caucus del partito Democratico delle Samoa Americane, 2008 | Caucus del partito Democratico delle Samoa Americane, 2008 | Caucus del partito Democratico delle Samoa Americane, 2008 |
| Candidato                                                  | Candidato                                                  | Voti                                                       | Percentuale                                                | Delegati nazionali                                         |
| ---------------------------------------------------------- | ---------------------------------------------------------- | ---------------------------------------------------------- | ---------------------------------------------------------- | ---------------------------------------------------------- |
| Hillary Clinton                                            | Hillary Clinton                                            | 163                                                        | 57,19%                                                     | 2                                                          |
| Barack Obama                                               | Barack Obama                                               | 121                                                        | 42,45%                                                     | 1                                                          |
| Mike Gravel                                                | Mike Gravel                                                | 1                                                          | 0,35%                                                      | 0                                                          |
| Totale                                                     | Totale                                                     | 285                                                        | 100,00%                                                    | 3                                                          |

Primarie dell'Arizona

Bandiera dell'Arizona

Dei 67 delegati nazionali dell'Arizona, 56 sono assegnati ai candidati. Lo Stato è suddiviso in otto congressional district che determinano 37 delegati, mentre 19 delegati sono assegnati in base ai voti totali, con una soglia di sbarramento al 15%.
| Primarie del partito Democratico dell'Arizona, 2008 (Risultati non completi) | Primarie del partito Democratico dell'Arizona, 2008 (Risultati non completi) | Primarie del partito Democratico dell'Arizona, 2008 (Risultati non completi) | Primarie del partito Democratico dell'Arizona, 2008 (Risultati non completi) | Primarie del partito Democratico dell'Arizona, 2008 (Risultati non completi) |
| Candidato                                                                    | Candidato                                                                    | Voti                                                                         | Percentuale                                                                  | Delegati nazionali                                                           |
| ---------------------------------------------------------------------------- | ---------------------------------------------------------------------------- | ---------------------------------------------------------------------------- | ---------------------------------------------------------------------------- | ---------------------------------------------------------------------------- |
| Hillary Clinton                                                              | Hillary Clinton                                                              | 201.380                                                                      | 50,54%                                                                       | 31                                                                           |
| Barack Obama                                                                 | Barack Obama                                                                 | 167.508                                                                      | 42,04%                                                                       | 25                                                                           |
| John Edwards                                                                 | John Edwards                                                                 | 21.092                                                                       | 5,29%                                                                        | 0                                                                            |
| Bill Richardson                                                              | Bill Richardson                                                              | 2.602                                                                        | 0,64%                                                                        | 0                                                                            |
| Dennis Kucinich                                                              | Dennis Kucinich                                                              | 1.769                                                                        | 0,44%                                                                        | 0                                                                            |
| Sandy Whitehouse                                                             | Sandy Whitehouse                                                             | 581                                                                          | 0,14%                                                                        | 0                                                                            |
| Christopher Dodd                                                             | Christopher Dodd                                                             | 444                                                                          | 0,11%                                                                        | 0                                                                            |
| Edward Dobson                                                                | Edward Dobson                                                                | 359                                                                          | 0,09%                                                                        | 0                                                                            |
| Mike Gravel                                                                  | Mike Gravel                                                                  | 304                                                                          | 0,07%                                                                        | 0                                                                            |
| Richard Grayson                                                              | Richard Grayson                                                              | 300                                                                          | 0,07%                                                                        | 0                                                                            |
| Carl Kruger                                                                  | Carl Kruger                                                                  | 274                                                                          | 0,07%                                                                        | 0                                                                            |
| Frank Lynch                                                                  | Frank Lynch                                                                  | 232                                                                          | 0,06%                                                                        | 0                                                                            |
| Chuck See                                                                    | Chuck See                                                                    | 227                                                                          | 0,06%                                                                        | 0                                                                            |
| William Campbell                                                             | William Campbell                                                             | 226                                                                          | 0,06%                                                                        | 0                                                                            |
| Libby Hubbard                                                                | Libby Hubbard                                                                | 185                                                                          | 0,05%                                                                        | 0                                                                            |
| Michael Oatman                                                               | Michael Oatman                                                               | 174                                                                          | 0,04%                                                                        | 0                                                                            |
| Rich Lee                                                                     | Rich Lee                                                                     | 154                                                                          | 0,04%                                                                        | 0                                                                            |
| Peter Bollander                                                              | Peter Bollander                                                              | 141                                                                          | 0,03%                                                                        | 0                                                                            |
| Evelyn Vitullo                                                               | Evelyn Vitullo                                                               | 122                                                                          | 0,03%                                                                        | 0                                                                            |
| Philip Tanner                                                                | Philip Tanner                                                                | 120                                                                          | 0,03%                                                                        | 0                                                                            |
| Tish Haymer                                                                  | Tish Haymer                                                                  | 97                                                                           | 0,02%                                                                        | 0                                                                            |
| Orion Daley                                                                  | Orion Daley                                                                  | 89                                                                           | 0,02%                                                                        | 0                                                                            |
| Leland Montell                                                               | Leland Montell                                                               | 85                                                                           | 0,02%                                                                        | 0                                                                            |
| Loti Gest                                                                    | Loti Gest                                                                    | 72                                                                           | 0,02%                                                                        | 0                                                                            |
| Totale                                                                       | Totale                                                                       | 405 444                                                                      | 100,00%                                                                      | 56                                                                           |

Primarie dell'Arkansas

Bandiera dell'Arkansas

Nell'Arkansas vengono decisi con le primarie 35 delegati nazionali su 47 in totale. È presente uno sbarramento al 15% sia nei district che a livello totale. 22 delegati sono assegnati in base ai risultati nei 4 congressional district dell'Arkansas, mentre altri 13 delegati sono assegnati in base ai voti complessivi. Gli ultimi 12 superdelegati, formati da 5 membri del Comitato Nazionale del partito Democratico, 5 membri del Congresso (2 Senatori e 3 Rappresentanti), 1 Governatore e un superdelegato aggiuntivo sono selezionati alla convention del partito dell'8 marzo.
| Primarie del partito Democratico dell'Arkansas, 2008 (Non completi) | Primarie del partito Democratico dell'Arkansas, 2008 (Non completi) | Primarie del partito Democratico dell'Arkansas, 2008 (Non completi) | Primarie del partito Democratico dell'Arkansas, 2008 (Non completi) | Primarie del partito Democratico dell'Arkansas, 2008 (Non completi) |
| Candidato                                                           | Candidato                                                           | Voti                                                                | Percentuale                                                         | Delegati nazionali                                                  |
| ------------------------------------------------------------------- | ------------------------------------------------------------------- | ------------------------------------------------------------------- | ------------------------------------------------------------------- | ------------------------------------------------------------------- |
| Hillary Clinton                                                     | Hillary Clinton                                                     | 208.225                                                             | 70,03%                                                              | 23                                                                  |
| Barack Obama                                                        | Barack Obama                                                        | 78.029                                                              | 26,24%                                                              | 6                                                                   |
| John Edwards                                                        | John Edwards                                                        | 5.553                                                               | 1.87%                                                               | 0                                                                   |
| Uncommitted                                                         | Uncommitted                                                         | 3.218                                                               | 1,08%                                                               | 0                                                                   |
| Totale                                                              | Totale                                                              | 273,449                                                             | 100.00%                                                             | 29                                                                  |

Primarie della California

Bandiera della California

Le primarie della California hanno assegnato 370 delegati nazionali in quanto è il più grande stato americano. Lo Stato è suddiviso in 53 congressional district, e i risultati in ognuno dei district hanno assegnato un totale di 241 delegati. I risultati globali determinano 81 delegati, a cui si aggiungono 48 leader del partito. È presente una soglia di sbarramento al 15%. Durante il meeting del 18 maggio saranno selezionati altri 70 superdelegati, tra cui 65 leader di partito. Hillary Clinton ha trionfato evidenziando il fatto che i grandi stati, quelli più popolosi hanno preferito la senatrice dello Stato di New York
| Primarie del partito Democratico della California, 2008 | Primarie del partito Democratico della California, 2008 | Primarie del partito Democratico della California, 2008 | Primarie del partito Democratico della California, 2008 | Primarie del partito Democratico della California, 2008 |
| Candidato                                               | Candidato                                               | Voti                                                    | Percentuale                                             | Delegati nazionali                                      |
| ------------------------------------------------------- | ------------------------------------------------------- | ------------------------------------------------------- | ------------------------------------------------------- | ------------------------------------------------------- |
| Hillary Clinton                                         | Hillary Clinton                                         | 2.132.166                                               | 51,96%                                                  | 195                                                     |
| Barack Obama                                            | Barack Obama                                            | 1.735.105                                               | 42,29%                                                  | 165                                                     |
| John Edwards                                            | John Edwards                                            | 170.013                                                 | 4,14%                                                   | 0                                                       |
| Dennis Kucinich                                         | Dennis Kucinich                                         | 20.206                                                  | 0,49%                                                   | 0                                                       |
| Bill Richardson                                         | Bill Richardson                                         | 16.960                                                  | 0,41%                                                   | 0                                                       |
| Joe Biden                                               | Joe Biden                                               | 15.463                                                  | 0,38%                                                   | 0                                                       |
| Chris Dodd                                              | Chris Dodd                                              | 6.727                                                   | 0,16%                                                   | 0                                                       |
| Mike Gravel                                             | Mike Gravel                                             | 6.666                                                   | 0,16%                                                   | 0                                                       |
| Totale                                                  | Totale                                                  | 4.103.306                                               | 100,00%                                                 | 370                                                     |

Caucus del Colorado
| Primarie del partito Democratico del Colorado, 2008 (Risultati non completi) | Primarie del partito Democratico del Colorado, 2008 (Risultati non completi) | Primarie del partito Democratico del Colorado, 2008 (Risultati non completi) | Primarie del partito Democratico del Colorado, 2008 (Risultati non completi) | Primarie del partito Democratico del Colorado, 2008 (Risultati non completi) |
| Candidato                                                                    | Candidato                                                                    | Voti                                                                         | Percentuale                                                                  | Delegati nazionali                                                           |
| ---------------------------------------------------------------------------- | ---------------------------------------------------------------------------- | ---------------------------------------------------------------------------- | ---------------------------------------------------------------------------- | ---------------------------------------------------------------------------- |
| Barack Obama                                                                 | Barack Obama                                                                 | 79.344                                                                       | 66,57%                                                                       | 13                                                                           |
| Hillary Clinton                                                              | Hillary Clinton                                                              | 38.587                                                                       | 32,38%                                                                       | 6                                                                            |
| Uncommitted                                                                  | Uncommitted                                                                  | 1.253                                                                        | 1,05%                                                                        | 0                                                                            |
| Totale                                                                       | Totale                                                                       | 119.184                                                                      | 100,00%                                                                      | 19                                                                           |

Primarie del Connecticut

Bandiera del Colorado

Bandiera del Connecticut

Nelle primarie del Connecticut sono stati decisi 48 dei 60 delegati nazionali. Di essi, 31 delegati sono assegnati proporzionalmente in base ai risultati nei 5 congressional district, 11 sono stati assegnati in base ai risultati totali e 6 sono leader del partito. Gli altri 12 sono superdelegati e saranno scelti nel meeting che si terrà il 26 marzo. Di essi, 11 sono leader del partito, ovvero 6 membri del comitato nazionale del partito, 1 senatore, 4 rappresentanti e un superdelegato bonus.
| Primarie del partito Democratico del Connecticut, 2008 | Primarie del partito Democratico del Connecticut, 2008 | Primarie del partito Democratico del Connecticut, 2008 | Primarie del partito Democratico del Connecticut, 2008 | Primarie del partito Democratico del Connecticut, 2008 |
| Candidato                                              | Candidato                                              | Voti                                                   | Percentuale                                            | Delegati nazionali                                     |
| ------------------------------------------------------ | ------------------------------------------------------ | ------------------------------------------------------ | ------------------------------------------------------ | ------------------------------------------------------ |
| Barack Obama                                           | Barack Obama                                           | 179.349                                                | 51,16%                                                 | 26                                                     |
| Hillary Clinton                                        | Hillary Clinton                                        | 164.831                                                | 47,01%                                                 | 22                                                     |
| John Edwards                                           | John Edwards                                           | 3.408                                                  | 0,97%                                                  | 0                                                      |
| Uncommitted                                            | Uncommitted                                            | 3.007                                                  | 0,86%                                                  | 0                                                      |
| Totale                                                 | Totale                                                 | 350.595                                                | 100,00%                                                | 48                                                     |

Primarie del Delaware

Bandiera del Delaware

Nelle primarie del Delaware sono stati assegnati 15 dei 23 delegati nazionali, in modo proporzionale con soglia di sbarramento del 15%. Dei 15 delegati, 10 sono suddivisi nei vari congressional district, 3 sono assegnati in base ai voti totali e 2 sono dei leader di partito. Il 5 aprile si terrà la convention, dove si assegneranno gli altri 8 superdelegati, di cui 4 membri del comitato nazionale del partito, 2 senatori, un governatore e un superdelegato bonus.
| Primarie del partito Democratico del Delaware, 2008 | Primarie del partito Democratico del Delaware, 2008 | Primarie del partito Democratico del Delaware, 2008 | Primarie del partito Democratico del Delaware, 2008 | Primarie del partito Democratico del Delaware, 2008 |
| Candidato                                           | Candidato                                           | Voti                                                | Percentuale                                         | Delegati nazionali                                  |
| --------------------------------------------------- | --------------------------------------------------- | --------------------------------------------------- | --------------------------------------------------- | --------------------------------------------------- |
| Barack Obama                                        | Barack Obama                                        | 51.124                                              | 53,07%                                              | 9                                                   |
| Hillary Clinton                                     | Hillary Clinton                                     | 40.751                                              | 42,3%                                               | 6                                                   |
| Joe Biden                                           | Joe Biden                                           | 2.863                                               | 2,97%                                               | 0                                                   |
| John Edwards                                        | John Edwards                                        | 1.241                                               | 1,29%                                               | 0                                                   |
| Dennis Kucinich                                     | Dennis Kucinich                                     | 192                                                 | 0,2%                                                | 0                                                   |
| Christopher Dodd                                    | Christopher Dodd                                    | 170                                                 | 0,18%                                               | 0                                                   |
| Totale                                              | Totale                                              | 96.341                                              | 100,00%                                             | 15                                                  |

Primarie della Georgia

Bandiera della Georgia

Nello Stato della Georgia sono stati assegnati 87 delegati su 102 in modo proporzionale con soglia di sbarramento del 15%. Di essi, 57 sono assegnati in modo proporzionale in base ai risultati dei congressional district e altri 19 sono stati assegnati in base ai risultati totali. Altri 11 delegati sono leader del partito democratico. Il 24 maggio si terrà il meeting del partito democratico dove saranno decisi 15 superdelegati, di cui 6 membri del comitato nazionale del partito, 6 rappresentanti, un importante leader del partito (l'ex Presidente Jimmy Carter) e due superdelegati bonus.
| Primarie del partito Democratico della Georgia, 2008 | Primarie del partito Democratico della Georgia, 2008 | Primarie del partito Democratico della Georgia, 2008 | Primarie del partito Democratico della Georgia, 2008 | Primarie del partito Democratico della Georgia, 2008 |
| Candidato                                            | Candidato                                            | Voti                                                 | Percentuale                                          | Delegati nazionali                                   |
| ---------------------------------------------------- | ---------------------------------------------------- | ---------------------------------------------------- | ---------------------------------------------------- | ---------------------------------------------------- |
| Barack Obama                                         | Barack Obama                                         | 704.247                                              | 66,39%                                               | 61                                                   |
| Hillary Clinton                                      | Hillary Clinton                                      | 330.026                                              | 31,11%                                               | 26                                                   |
| John Edwards                                         | John Edwards                                         | 18.209                                               | 1,72%                                                | 0                                                    |
| Joe Biden                                            | Joe Biden                                            | 2.538                                                | 0,24%                                                | 0                                                    |
| Dennis Kucinich                                      | Dennis Kucinich                                      | 2.096                                                | 0,20%                                                | 0                                                    |
| Bill Richardson                                      | Bill Richardson                                      | 1.879                                                | 0,18%                                                | 0                                                    |
| Mike Gravel                                          | Mike Gravel                                          | 952                                                  | 0,09%                                                | 0                                                    |
| Christopher Dodd                                     | Christopher Dodd                                     | 904                                                  | 0,09%                                                | 0                                                    |
| Totale                                               | Totale                                               | 1.060.851                                            | 100,00%                                              | 87                                                   |

Caucus dell'Idaho

Bandiera dell'Idaho

I caucus dell'Idaho stabiliscono l'appartenenza di 12 dei 23 delegati disponibili. Questa dozzina è stata assegnata proporzionalmente ai risultati dei congressional district. A fine maggio si terranno delle primarie, ma non sono vincolanti per la scelta dei delegati. Dal 12 al 14 giugno si terrà la convention del partito e saranno stabiliti altri 6 delegati in proporzione alla percentuale di ogni candidati con soglia del 15%. Quattro di essi sono assegnati in base ai risultati totali, e gli altri due sono leader del partito. Gli ultimi 5 sono superdelegati, composti da 4 membri del comitato nazionale del partito e un superdelegato bonus.
| Primarie del partito Democratico dell'Idaho, 2008 | Primarie del partito Democratico dell'Idaho, 2008 | Primarie del partito Democratico dell'Idaho, 2008 | Primarie del partito Democratico dell'Idaho, 2008 | Primarie del partito Democratico dell'Idaho, 2008 |
| Candidato                                         | Candidato                                         | Voti                                              | Percentuale                                       | Delegati nazionali                                |
| ------------------------------------------------- | ------------------------------------------------- | ------------------------------------------------- | ------------------------------------------------- | ------------------------------------------------- |
| Barack Obama                                      | Barack Obama                                      | 16.880                                            | 79,53%                                            | 15                                                |
| Hillary Clinton                                   | Hillary Clinton                                   | 3.655                                             | 17,22%                                            | 3                                                 |
| John Edwards                                      | John Edwards                                      | 137                                               | 0,65%                                             | 0                                                 |
| Uncommitted                                       | Uncommitted                                       | 552                                               | 2,6%                                              | 0                                                 |
| Totale                                            | Totale                                            | 21.224                                            | 100,00%                                           | 18                                                |

Primarie dell'Illinois

Bandiera dell'Illinois

Lo Stato dell'Illinois assegna in tutto 183 delegati. Nelle primarie sono stati decisi 153 delegati, suddivisi in 100 delegati assegnati in base ai risultati dei 19 congressional district, 33 in base ai risultati totali e 20 sono leader di partito. Il 5 maggio si terrà la convention di stato del partito dove verranno eletti 30 superdelegati, tra essi ci saranno 14 membri del comitato nazionale del partito, 2 senatori, 10 rappresentanti, 1 governatore e 3 superdelegati bonus.
| Primarie del partito Democratico dell'Illinois, 2008 | Primarie del partito Democratico dell'Illinois, 2008 | Primarie del partito Democratico dell'Illinois, 2008 | Primarie del partito Democratico dell'Illinois, 2008 | Primarie del partito Democratico dell'Illinois, 2008 |
| Candidato                                            | Candidato                                            | Voti                                                 | Percentuale                                          | Delegati nazionali                                   |
| ---------------------------------------------------- | ---------------------------------------------------- | ---------------------------------------------------- | ---------------------------------------------------- | ---------------------------------------------------- |
| Barack Obama                                         | Barack Obama                                         | 1.301.954                                            | 64,57%                                               | 104                                                  |
| Hillary Clinton                                      | Hillary Clinton                                      | 662.845                                              | 32,87%                                               | 49                                                   |
| John Edwards                                         | John Edwards                                         | 39.001                                               | 1,93%                                                | 0                                                    |
| Dennis Kucinich                                      | Dennis Kucinich                                      | 4.148                                                | 0,21%                                                | 0                                                    |
| Joe Biden                                            | Joe Biden                                            | 3.727                                                | 0,18%                                                | 0                                                    |
| Bill Richardson                                      | Bill Richardson                                      | 3.486                                                | 0,17%                                                | 0                                                    |
| Christopher Dodd                                     | Christopher Dodd                                     | 1.155                                                | 0,06%                                                | 0                                                    |
| Totale                                               | Totale                                               | 2.016.316                                            | 100,00%                                              | 153                                                  |

Caucus del Kansas

Bandiera del Kansas

Nelle primarie del Kansas sono stati assegnati 21 delegati su un totale di 41, in base ai risultati ottenuti dai candidati in ognuno dei 4 congressional district. Il 17 maggio si terrà la convention del partito, dove saranno assegnati ulteriori 7 delegati in base ai risultati totali, 4 leader di partito. Gli altri 9 sono superdelegati, in particolare 5 membri del comitato nazionale del partito, 2 rappresentanti, 1 governatore e un superdelegato bonus.
| Primarie del partito Democratico del Kansas, 2008 | Primarie del partito Democratico del Kansas, 2008 | Primarie del partito Democratico del Kansas, 2008 | Primarie del partito Democratico del Kansas, 2008 | Primarie del partito Democratico del Kansas, 2008 |
| Candidato                                         | Candidato                                         | Voti                                              | Percentuale                                       | Delegati nazionali                                |
| ------------------------------------------------- | ------------------------------------------------- | ------------------------------------------------- | ------------------------------------------------- | ------------------------------------------------- |
| Barack Obama                                      | Barack Obama                                      | 27.172                                            | 74,05%                                            | 23                                                |
| Hillary Clinton                                   | Hillary Clinton                                   | 9.462                                             | 25,79%                                            | 9                                                 |
| John Edwards                                      | John Edwards                                      | 53                                                | 0,14%                                             | 0                                                 |
| Uncommitted                                       | Uncommitted                                       | 8                                                 | 0,02%                                             | 0                                                 |
| Totale                                            | Totale                                            | 36.695                                            | 100,00%                                           | 32                                                |

Primarie del Massachusetts

Bandiera del Massachusetts

Nella primarie del Massachusetts sono stati assegnati 93 delegati su 121. Di essi, 61 sono decisi in base ai risultati ottenuti dai candidati nei 10 congressional district, 20 sono assegnati in base ai voti totali e 12 sono leader di partito. Il 10 maggio si terrà un meeting dove verranno stabiliti altri 26 superdelegati, tra cui 10 membri del comitato nazionale, 2 senatori, 10 rappresentanti, 1 governatore, 3 importanti leader di partito (Steve Grossman, Debra DeLee, Paul Kirk). Ad essi si aggiungeranno altri 2 superdelegati bonus.
Nonostante il fatto che Obama avesse l'appoggio dei 2 senatori dello Stato John Kerry e Kennedy, Hillary Clinton ha prevalso, evidenziando il suo largo consenso nello Stato.
| Primarie del partito Democratico del Massachusetts, 2008 | Primarie del partito Democratico del Massachusetts, 2008 | Primarie del partito Democratico del Massachusetts, 2008 | Primarie del partito Democratico del Massachusetts, 2008 | Primarie del partito Democratico del Massachusetts, 2008 |
| Candidato                                                | Candidato                                                | Voti                                                     | Percentuale                                              | Delegati nazionali                                       |
| -------------------------------------------------------- | -------------------------------------------------------- | -------------------------------------------------------- | -------------------------------------------------------- | -------------------------------------------------------- |
| Hillary Clinton                                          | Hillary Clinton                                          | 704.591                                                  | 56,63%                                                   | 54                                                       |
| Barack Obama                                             | Barack Obama                                             | 511.887                                                  | 41,14%                                                   | 37                                                       |
| John Edwards                                             | John Edwards                                             | 19.899                                                   | 1,60%                                                    | 0                                                        |
| Nessuna preferenza                                       | Nessuna preferenza                                       | 7.766                                                    | 0,62%                                                    | 0                                                        |
| Totale                                                   | Totale                                                   | 1.244.133                                                | 100,00%                                                  | 91                                                       |

Caucus del Minnesota

Bandiera del Minnesota

I delegati nazionali assegnati in base ai risultati dei caucus sono stati 72 su 88 totali. Di essi, 47 sono assegnati in base ai voti ricevuti dai candidati in ognuno degli 8 congressional district, 16 in base ai risultati totali e 9 sono leader di partito. Dal 6 all'8 giugno si terrà la convention dove saranno selezionati 16 superdelegati, tra cui 7 membri del comitato nazionale del partito, 1 senatore, 5 rappresentanti, un importante leader di partito (l'ex Vicepresidente Walter Mondale) e 2 superdelegati bonus.
| Caucus del partito Democratico del Minnesota, 2008 (Risultati non completi) | Caucus del partito Democratico del Minnesota, 2008 (Risultati non completi) | Caucus del partito Democratico del Minnesota, 2008 (Risultati non completi) | Caucus del partito Democratico del Minnesota, 2008 (Risultati non completi) | Caucus del partito Democratico del Minnesota, 2008 (Risultati non completi) |
| Candidato                                                                   | Candidato                                                                   | Voti                                                                        | Percentuale                                                                 | Delegati nazionali                                                          |
| --------------------------------------------------------------------------- | --------------------------------------------------------------------------- | --------------------------------------------------------------------------- | --------------------------------------------------------------------------- | --------------------------------------------------------------------------- |
| Barack Obama                                                                | Barack Obama                                                                | 141.527                                                                     | 66,47%                                                                      | 48                                                                          |
| Hillary Clinton                                                             | Hillary Clinton                                                             | 68.442                                                                      | 32,15%                                                                      | 24                                                                          |
| John Edwards                                                                | John Edwards                                                                | 978                                                                         | 0,46%                                                                       | 0                                                                           |
| Uncommitted                                                                 | Uncommitted                                                                 | 1.304                                                                       | 0,61%                                                                       | 0                                                                           |
| Other                                                                       | Other                                                                       | 663                                                                         | 0.31%                                                                       | 0                                                                           |
| Totale                                                                      | Totale                                                                      | 212.914                                                                     | 100,00%                                                                     | 72                                                                          |

Primarie del Missouri

Bandiera del Missouri

Nello Stato del Missouri sono stati assegnati 72 delegati nazionali su un totale di 88. Di essi, 47 sono assegnati in base ai voti ricevuti dai candidati in ognuno dei 9 congressional district, 16 in base ai risultati totali e 9 sono leader di partito. Il 10 maggio si terrà la convention dove saranno selezionati 16 superdelegati, tra cui 8 membri del comitato nazionale del partito, 1 senatore, 4 rappresentanti, un importante leader di partito (Richard Gephardt) e 2 superdelegati bonus.
| Primarie del partito Democratico del Missouri, 2008 | Primarie del partito Democratico del Missouri, 2008 | Primarie del partito Democratico del Missouri, 2008 | Primarie del partito Democratico del Missouri, 2008 | Primarie del partito Democratico del Missouri, 2008 |
| Candidato                                           | Candidato                                           | Voti                                                | Percentuale                                         | Delegati nazionali                                  |
| --------------------------------------------------- | --------------------------------------------------- | --------------------------------------------------- | --------------------------------------------------- | --------------------------------------------------- |
| Barack Obama                                        | Barack Obama                                        | 405.470                                             | 49,24%                                              | 36                                                  |
| Hillary Clinton                                     | Hillary Clinton                                     | 394.991                                             | 47,97%                                              | 36                                                  |
| John Edwards                                        | John Edwards                                        | 16.734                                              | 2,03%                                               | 0                                                   |
| Dennis Kucinich                                     | Dennis Kucinich                                     | 820                                                 | 0,10%                                               | 0                                                   |
| Bill Richardson                                     | Bill Richardson                                     | 689                                                 | 0,08%                                               | 0                                                   |
| Joe Biden                                           | Joe Biden                                           | 629                                                 | 0,08%                                               | 0                                                   |
| Mike Gravel                                         | Mike Gravel                                         | 437                                                 | 0,05%                                               | 0                                                   |
| Christopher Dodd                                    | Christopher Dodd                                    | 249                                                 | 0,03%                                               | 0                                                   |
| Ralph Spelbring                                     | Ralph Spelbring                                     | 224                                                 | 0,03%                                               | 0                                                   |
| Uncommitted                                         | Uncommitted                                         | 3.133                                               | 0,38%                                               | 0                                                   |
| Totale                                              | Totale                                              | 823.376                                             | 100,00%                                             | 72                                                  |

Primarie del New Jersey

Bandiera del New Jersey

Le primarie del New Jersey hanno determinato 107 dei 127 delegati nazionali. A differenza degli altri stati, nonostante il New Jersey sia suddiviso in 20 congressional district, il partito democratico ha utilizzato 20 district speciali, detti delegate district e ciascuno costituito dall'unione di due legislative district. Questi ultimi sono infatti 40 in totale. Dei 107 delegati, 70 sono stati assegnati in modo proporzionale in base ai risultati raggiunti dai candidati nei 20 district, 23 delegati sono stati assegnati in base ai voti totali e 14 sono leader di partito. Il 17 aprile si terrà la convention del partito dove saranno eletti altri 20 superdelegati, tra cui 8 membri del comitato nazionale del partito, 2 senatori, 7 rappresentanti, 1 governatore e due superdelegati bonus, eletti dai voti dei membri del comitato nazionale, con un quorum del 40%.
| Primarie del partito Democratico del New Jersey, 2008 (Risultati non completi) | Primarie del partito Democratico del New Jersey, 2008 (Risultati non completi) | Primarie del partito Democratico del New Jersey, 2008 (Risultati non completi) | Primarie del partito Democratico del New Jersey, 2008 (Risultati non completi) | Primarie del partito Democratico del New Jersey, 2008 (Risultati non completi) |
| Candidato                                                                      | Candidato                                                                      | Voti                                                                           | Percentuale                                                                    | Delegati nazionali                                                             |
| ------------------------------------------------------------------------------ | ------------------------------------------------------------------------------ | ------------------------------------------------------------------------------ | ------------------------------------------------------------------------------ | ------------------------------------------------------------------------------ |
| Hillary Clinton                                                                | Hillary Clinton                                                                | 602.576                                                                        | 53,81%                                                                         | 59                                                                             |
| Barack Obama                                                                   | Barack Obama                                                                   | 492.186                                                                        | 43,95%                                                                         | 48                                                                             |
| John Edwards                                                                   | John Edwards                                                                   | 14.607                                                                         | 1,30%                                                                          | 0                                                                              |
| Joe Biden                                                                      | Joe Biden                                                                      | 4.021                                                                          | 0,36%                                                                          | 0                                                                              |
| Bill Richardson                                                                | Bill Richardson                                                                | 3.305                                                                          | 0,30%                                                                          | 0                                                                              |
| Dennis Kucinich                                                                | Dennis Kucinich                                                                | 3.073                                                                          | 0,27%                                                                          | 0                                                                              |
| Totale                                                                         | Totale                                                                         | 1.119.768                                                                      | 100,00%                                                                        | 107                                                                            |

Caucus del Nuovo Messico

Bandiera del Nuovo Messico

Nelle primarie del Nuovo Messico sono stati decisi 26 dei 38 delegati nazionali totali. Di essi, 17 sono stati assegnati ai candidati in base ai risultati conseguiti nei 3 congressional district, 6 in base ai risultati totali e 3 sono leader di partito. IL 26 aprile si terrà la convention dove saranno stabiliti altri 12 superdelegati, costituiti da 7 membri del comitato nazionale del partito, un senatore, un rappresentante, un governatore, un importante leader di partito (Fred Harris) e un superdelegato bonus selezionato dal comitato.
| Caucus del partito Democratico del Nuovo Messico, 2008 | Caucus del partito Democratico del Nuovo Messico, 2008 | Caucus del partito Democratico del Nuovo Messico, 2008 | Caucus del partito Democratico del Nuovo Messico, 2008 | Caucus del partito Democratico del Nuovo Messico, 2008 |
| Candidato                                              | Candidato                                              | Voti                                                   | Percentuale                                            | Delegati nazionali                                     |
| ------------------------------------------------------ | ------------------------------------------------------ | ------------------------------------------------------ | ------------------------------------------------------ | ------------------------------------------------------ |
| Hillary Clinton                                        | Hillary Clinton                                        | 73.105                                                 | 49,00%                                                 | 14                                                     |
| Barack Obama                                           | Barack Obama                                           | 71.396                                                 | 47,86%                                                 | 12                                                     |
| John Edwards                                           | John Edwards                                           | 2.157                                                  | 1,45%                                                  | 0                                                      |
| Bill Richardson                                        | Bill Richardson                                        | 1.305                                                  | 0,87%                                                  | 0                                                      |
| Dennis Kucinich                                        | Dennis Kucinich                                        | 574                                                    | 0,38%                                                  | 0                                                      |
| Joe Biden                                              | Joe Biden                                              | 122                                                    | 0,08%                                                  | 0                                                      |
| Chris Dodd                                             | Chris Dodd                                             | 81                                                     | 0,05%                                                  | 0                                                      |
| Uncommitted                                            | Uncommitted                                            | 441                                                    | 0,30%                                                  | 0                                                      |
| Totale                                                 | Totale                                                 | 149.181                                                | 100,00%                                                | 26                                                     |

Primarie di New York

Bandiera dello stato di New York

Le primarie dello Stato di New York hanno deciso ben 232 delegati su un totale di 282. Di essi, 151 sono stati assegnati in base ai voti raccolti dai candidati nei 29 congressional district dello Stato, 51 in base ai risultati totali e 30 sono leader di partito. Il 15 maggio si terrà la convention del partito dove saranno selezionati 50 superdelegati, tra cui 18 membri del comitato nazionale del partito, 2 senatori, 23 rappresentanti, un governatore, 2 importanti leader del partito (l'ex Presidente Bill Clinton e George Mitchell) e 4 superdelegati bonus selezionati dal comitato nazionale del partito.
| Primarie del partito Democratico dello Stato di New York, 2008 (Risultati non completi) | Primarie del partito Democratico dello Stato di New York, 2008 (Risultati non completi) | Primarie del partito Democratico dello Stato di New York, 2008 (Risultati non completi) | Primarie del partito Democratico dello Stato di New York, 2008 (Risultati non completi) | Primarie del partito Democratico dello Stato di New York, 2008 (Risultati non completi) |
| Candidato                                                                               | Candidato                                                                               | Voti                                                                                    | Percentuale                                                                             | Delegati nazionali                                                                      |
| --------------------------------------------------------------------------------------- | --------------------------------------------------------------------------------------- | --------------------------------------------------------------------------------------- | --------------------------------------------------------------------------------------- | --------------------------------------------------------------------------------------- |
| Hillary Clinton                                                                         | Hillary Clinton                                                                         | 1.003.623                                                                               | 58,31%                                                                                  | 127                                                                                     |
| Barack Obama                                                                            | Barack Obama                                                                            | 697.914                                                                                 | 40,55%                                                                                  | 87                                                                                      |
| John Edwards                                                                            | John Edwards                                                                            | 19.725                                                                                  | 1,15%                                                                                   | 0                                                                                       |
| Totale                                                                                  | Totale                                                                                  | 1.721.262                                                                               | 100,00%                                                                                 | 214                                                                                     |

Caucus del Dakota del Nord
| Caucus del partito Democratico del North Dakota, 2008 | Caucus del partito Democratico del North Dakota, 2008 | Caucus del partito Democratico del North Dakota, 2008 | Caucus del partito Democratico del North Dakota, 2008 | Caucus del partito Democratico del North Dakota, 2008 |
| Candidato                                             | Candidato                                             | Voti                                                  | Percentuale                                           | Delegati nazionali                                    |
| ----------------------------------------------------- | ----------------------------------------------------- | ----------------------------------------------------- | ----------------------------------------------------- | ----------------------------------------------------- |
| Barack Obama                                          | Barack Obama                                          | 11.625                                                | 61,65%                                                | 8                                                     |
| Hillary Clinton                                       | Hillary Clinton                                       | 6.948                                                 | 36,85%                                                | 5                                                     |
| John Edwards                                          | John Edwards                                          | 283                                                   | 1.5%                                                  | 0                                                     |
| Totale                                                | Totale                                                | 18.856                                                | 100,00%                                               | 13                                                    |

Primarie dell'Oklahoma

Bandiera del North Dakota

Bandiera dell'Oklahoma

Nelle primarie dell'Oklahoma sono stati decisi 38 dei 48 delegati nazionali totali. Di essi, 25 sono stati assegnati ai candidati in base ai risultati conseguiti nei 5 congressional district, 8 in base ai risultati totali e 5 sono leader di partito. Il 23 febbraio si è tenuta la convention dove sono stati stabiliti altri 10 superdelegati, costituiti da 7 membri del comitato nazionale del partito, un rappresentante, un governatore e un superdelegato bonus.
| Primarie del partito Democratico dell'Oklahoma, 2008 | Primarie del partito Democratico dell'Oklahoma, 2008 | Primarie del partito Democratico dell'Oklahoma, 2008 | Primarie del partito Democratico dell'Oklahoma, 2008 | Primarie del partito Democratico dell'Oklahoma, 2008 |
| Candidato                                            | Candidato                                            | Voti                                                 | Percentuale                                          | Delegati nazionali                                   |
| ---------------------------------------------------- | ---------------------------------------------------- | ---------------------------------------------------- | ---------------------------------------------------- | ---------------------------------------------------- |
| Hillary Clinton                                      | Hillary Clinton                                      | 228.425                                              | 56,93%                                               | 24                                                   |
| Barack Obama                                         | Barack Obama                                         | 130.087                                              | 32,42%                                               | 14                                                   |
| John Edwards                                         | John Edwards                                         | 42.718                                               | 10,65%                                               | 0                                                    |
| Totale                                               | Totale                                               | 401.230                                              | 100,00%                                              | 38                                                   |

Primarie del Tennessee

Bandiera del Tennessee

Nelle primarie del Tennessee sono stati decisi 68 degli 85 delegati nazionali totali. Di essi, 44 sono stati assegnati ai candidati in base ai risultati conseguiti nei 9 congressional district, 15 in base ai risultati totali e 9 sono leader di partito. L'8 marzo si terrà la convention dove saranno stabiliti altri 17 superdelegati, costituiti da 8 membri del comitato nazionale del partito, 5 rappresentanti, un governatore, un importante leader di partito (l'ex vicepresidente Al Gore) e due superdelegati bonus.
| Primarie del partito Democratico del Tennessee, 2008 | Primarie del partito Democratico del Tennessee, 2008 | Primarie del partito Democratico del Tennessee, 2008 | Primarie del partito Democratico del Tennessee, 2008 | Primarie del partito Democratico del Tennessee, 2008 |
| Candidato                                            | Candidato                                            | Voti                                                 | Percentuale                                          | Delegati nazionali                                   |
| ---------------------------------------------------- | ---------------------------------------------------- | ---------------------------------------------------- | ---------------------------------------------------- | ---------------------------------------------------- |
| Hillary Clinton                                      | Hillary Clinton                                      | 332.599                                              | 54,16%                                               | 34                                                   |
| Barack Obama                                         | Barack Obama                                         | 250.730                                              | 40,83%                                               | 21                                                   |
| John Edwards                                         | John Edwards                                         | 27.644                                               | 4,5%                                                 | 0                                                    |
| Uncommitted                                          | Uncommitted                                          | 3.123                                                | 0,51%                                                | 0                                                    |
| Totale                                               | Totale                                               | 614.096                                              | 100,00%                                              | 55                                                   |

Primarie dello Utah

Bandiera dello Utah

Nelle primarie dello Utah sono stati decisi 23 dei 29 delegati nazionali totali. Di essi, 15 sono stati assegnati ai candidati in base ai risultati conseguiti nei 3 congressional district, 5 in base ai risultati totali e 3 sono leader di partito. Il 9 e 10 maggio si terrà la convention dove saranno stabiliti altri 6 superdelegati, costituiti da 4 membri del comitato nazionale del partito, un rappresentante e un superdelegato bonus selezionato dal comitato.
| Primarie del partito Democratico dello Utah, 2008 (Risultati non completi) | Primarie del partito Democratico dello Utah, 2008 (Risultati non completi) | Primarie del partito Democratico dello Utah, 2008 (Risultati non completi) | Primarie del partito Democratico dello Utah, 2008 (Risultati non completi) | Primarie del partito Democratico dello Utah, 2008 (Risultati non completi) |
| Candidato                                                                  | Candidato                                                                  | Voti                                                                       | Percentuale                                                                | Delegati nazionali                                                         |
| -------------------------------------------------------------------------- | -------------------------------------------------------------------------- | -------------------------------------------------------------------------- | -------------------------------------------------------------------------- | -------------------------------------------------------------------------- |
| Barack Obama                                                               | Barack Obama                                                               | 70.373                                                                     | 56,61%                                                                     | 14                                                                         |
| Hillary Clinton                                                            | Hillary Clinton                                                            | 48.719                                                                     | 39,19%                                                                     | 9                                                                          |
| John Edwards                                                               | John Edwards                                                               | 3.525                                                                      | 2,84%                                                                      | 0                                                                          |
| Bill Richardson                                                            | Bill Richardson                                                            | 526                                                                        | 0,42%                                                                      | 0                                                                          |
| Joe Biden                                                                  | Joe Biden                                                                  | 447                                                                        | 0,36%                                                                      | 0                                                                          |
| Dennis Kucinich                                                            | Dennis Kucinich                                                            | 383                                                                        | 0,31%                                                                      | 0                                                                          |
| Mike Gravel                                                                | Mike Gravel                                                                | 156                                                                        | 0,13%                                                                      | 0                                                                          |
| Christopher Dodd                                                           | Christopher Dodd                                                           | 110                                                                        | 0,01%                                                                      | 0                                                                          |
| Frank Lynch                                                                | Frank Lynch                                                                | 68                                                                         | 0,05%                                                                      | 0                                                                          |
| Totale                                                                     | Totale                                                                     | 124.307                                                                    | 100,00%                                                                    | 23                                                                         |

## Ulteriori risultati

Bandiera della Virginia

Primarie della Louisiana 

Bandiera della Louisiana

Le primarie della Louisiana si sono tenute il 9 febbraio e stabiliscono 56 dei 66 delegati. I restanti 10 delegati vengono decisi il 3 maggio e sono costituito da 6 membri del Comitato Nazionale del partito Democratico, 3 membri del Congresso (1 Senatore e 2 Rappresentanti) ed un delegato aggiuntivo. Dei 56 delegati selezionati nelle primarie, 37 sono legati ai risultati dei 7 congressional district e 19 sono decisi in base ai risultati totali. È presente la consueta soglia di sbarramento al 15%.
| Primarie del partito Democratico della Louisiana | Primarie del partito Democratico della Louisiana | Primarie del partito Democratico della Louisiana | Primarie del partito Democratico della Louisiana | Primarie del partito Democratico della Louisiana |
| Candidato                                        | Candidato                                        | Voti                                             | Percentuale                                      | Delegati nazionali                               |
| ------------------------------------------------ | ------------------------------------------------ | ------------------------------------------------ | ------------------------------------------------ | ------------------------------------------------ |
| Barack Obama                                     | Barack Obama                                     | 220.588                                          | 57,39%                                           | 28                                               |
| Hillary Clinton                                  | Hillary Clinton                                  | 136.959                                          | 35,63%                                           | 20                                               |
| Totale                                           | Totale                                           | 357.547                                          | 100,00%                                          | 38                                               |

 Caucus del Nebraska 

Bandiera del Nebraska

Dei 31 delegati, 16 sono selezionati nel caucus del 9 febbraio e assegnati in modo proporzionale in base ai risultati dei 3 congressional district. Gli altri 15 delegati sono decisi il 28 giugno alla convention dello Stato del Nebraska. Sono ulteriormente divisi in otto delegati assegnati in base al supporto per i candidati e 7 delegati composti da 5 membri del Comitato Nazionale del Partito Democratico, un senatore e un delegato aggiuntivo. Questi ultimi 7 delegati non sono ufficialmente assegnati ad un candidato.
| Caucus del partito Democratico del Nebraska (Risultati non completi) | Caucus del partito Democratico del Nebraska (Risultati non completi) | Caucus del partito Democratico del Nebraska (Risultati non completi) | Caucus del partito Democratico del Nebraska (Risultati non completi) | Caucus del partito Democratico del Nebraska (Risultati non completi) |
| Candidato                                                            | Candidato                                                            | Voti                                                                 | Percentuale                                                          | Delegati nazionali                                                   |
| -------------------------------------------------------------------- | -------------------------------------------------------------------- | -------------------------------------------------------------------- | -------------------------------------------------------------------- | -------------------------------------------------------------------- |
| Barack Obama                                                         | Barack Obama                                                         | 25.986                                                               | 67,53%                                                               | 16                                                                   |
| Hillary Clinton                                                      | Hillary Clinton                                                      | 12.396                                                               | 32,21%                                                               | 8                                                                    |
| Uncommitted                                                          | Uncommitted                                                          | 99                                                                   | 0,26%                                                                | 0                                                                    |
| Totale                                                               | Totale                                                               | 38.481                                                               | 100,00%                                                              | 24                                                                   |

 Convention delle Isole Vergini Americane 
| Convention delle Isole vergini americane | Convention delle Isole vergini americane | Convention delle Isole vergini americane | Convention delle Isole vergini americane | Convention delle Isole vergini americane |
| Candidato                                | Candidato                                | Voti                                     | Percentuale                              | Delegati nazionali                       |
| ---------------------------------------- | ---------------------------------------- | ---------------------------------------- | ---------------------------------------- | ---------------------------------------- |
| Barack Obama                             | Barack Obama                             | 1.772                                    | 92,24%                                   | 3                                        |
| Hillary Clinton                          | Hillary Clinton                          | 149                                      | 7,76%                                    | 0                                        |
| Totale                                   | Totale                                   | 1.921                                    | 100,00%                                  | 3                                        |

 Caucus dello Stato di Washington 
| Caucus del partito Democratico di Washington (Risultati non completi) | Caucus del partito Democratico di Washington (Risultati non completi) | Caucus del partito Democratico di Washington (Risultati non completi) | Caucus del partito Democratico di Washington (Risultati non completi) | Caucus del partito Democratico di Washington (Risultati non completi) |
| Candidato                                                             | Candidato                                                             | Voti                                                                  | Percentuale                                                           | Delegati nazionali                                                    |
| --------------------------------------------------------------------- | --------------------------------------------------------------------- | --------------------------------------------------------------------- | --------------------------------------------------------------------- | --------------------------------------------------------------------- |
| Barack Obama                                                          | Barack Obama                                                          | 21.629                                                                | 67,62%                                                                | 35                                                                    |
| Hillary Clinton                                                       | Hillary Clinton                                                       | 9.992                                                                 | 31,24%                                                                | 14                                                                    |
| Uncommitted                                                           | Uncommitted                                                           | 363                                                                   | 1,13%                                                                 | 0                                                                     |
| Totale                                                                | Totale                                                                | 31.984                                                                | 100,00%                                                               | 49                                                                    |

 Caucus del Maine 
| Primarie del partito Democratico del Maine, 2008 Risultati non completi | Primarie del partito Democratico del Maine, 2008 Risultati non completi | Primarie del partito Democratico del Maine, 2008 Risultati non completi | Primarie del partito Democratico del Maine, 2008 Risultati non completi | Primarie del partito Democratico del Maine, 2008 Risultati non completi |
| Candidato                                                               | Candidato                                                               | Voti                                                                    | Percentuale                                                             | Delegati nazionali                                                      |
| ----------------------------------------------------------------------- | ----------------------------------------------------------------------- | ----------------------------------------------------------------------- | ----------------------------------------------------------------------- | ----------------------------------------------------------------------- |
| Barack Obama                                                            | Barack Obama                                                            | 2.079                                                                   | 59,52%                                                                  | 15                                                                      |
| Hillary Clinton                                                         | Hillary Clinton                                                         | 1.396                                                                   | 39,97%                                                                  | 9                                                                       |
| Uncommitted                                                             | Uncommitted                                                             | 18                                                                      | 0,52%                                                                   | 0                                                                       |
| Totale                                                                  | Totale                                                                  | 3.493                                                                   | 100,00%                                                                 | 24                                                                      |

Bandiera delle Isole vergini americane

Bandiera dello stato di Washington

Bandiera del Maine

 Primarie del Distretto di Columbia 

Bandiera del Distretto di Columbia

Bandiera del Maryland

| Primarie del partito Democratico del Distretto di Columbia, 2008 | Primarie del partito Democratico del Distretto di Columbia, 2008 | Primarie del partito Democratico del Distretto di Columbia, 2008 | Primarie del partito Democratico del Distretto di Columbia, 2008 | Primarie del partito Democratico del Distretto di Columbia, 2008 |
| Candidato                                                        | Candidato                                                        | Voti                                                             | Percentuale                                                      | Delegati nazionali                                               |
| ---------------------------------------------------------------- | ---------------------------------------------------------------- | ---------------------------------------------------------------- | ---------------------------------------------------------------- | ---------------------------------------------------------------- |
| Barack Obama                                                     | Barack Obama                                                     | 88.232                                                           | 75,34%                                                           | 12                                                               |
| Hillary Clinton                                                  | Hillary Clinton                                                  | 27.865                                                           | 23,79%                                                           | 3                                                                |
| John Edwards                                                     | John Edwards                                                     | 290                                                              | 0,25%                                                            | 0                                                                |
| Dennis Kucinich                                                  | Dennis Kucinich                                                  | 175                                                              | 0,15%                                                            | 0                                                                |
| Bill Richardson                                                  | Bill Richardson                                                  | 134                                                              | 0,11%                                                            | 0                                                                |
| Candidati write-in                                               | Candidati write-in                                               | 112                                                              | 0,10%                                                            | 0                                                                |
| Uncommitted                                                      | Uncommitted                                                      | 308                                                              | 0,26%                                                            | 0                                                                |
| Totale                                                           | Totale                                                           | 117.116                                                          | 100,00%                                                          | 15                                                               |

 Primarie del Maryland 
| Primarie del partito Democratico del Maryland, 2008 | Primarie del partito Democratico del Maryland, 2008 | Primarie del partito Democratico del Maryland, 2008 | Primarie del partito Democratico del Maryland, 2008 | Primarie del partito Democratico del Maryland, 2008 |
| Candidato                                           | Candidato                                           | Voti                                                | Percentuale                                         | Delegati nazionali                                  |
| --------------------------------------------------- | --------------------------------------------------- | --------------------------------------------------- | --------------------------------------------------- | --------------------------------------------------- |
| Barack Obama                                        | Barack Obama                                        | 507.784                                             | 60,45%                                              | 43                                                  |
| Hillary Clinton                                     | Hillary Clinton                                     | 301.985                                             | 35,95%                                              | 27                                                  |
| John Edwards                                        | John Edwards                                        | 9.996                                               | 1,19%                                               | 0                                                   |
| Joe Biden                                           | Joe Biden                                           | 3.660                                               | 0,44%                                               | 0                                                   |
| Bill Richardson                                     | Bill Richardson                                     | 2.026                                               | 0,24%                                               | 0                                                   |
| Dennis Kucinich                                     | Dennis Kucinich                                     | 1.847                                               | 0,22%                                               | 0                                                   |
| Mike Gravel                                         | Mike Gravel                                         | 785                                                 | 0,09%                                               | 0                                                   |
| Christopher Dodd                                    | Christopher Dodd                                    | 775                                                 | 0,09%                                               | 0                                                   |
| Uncommitted                                         | Uncommitted                                         | 11.141                                              | 1,33%                                               | 0                                                   |
| Totale                                              | Totale                                              | 839.999                                             | 100,00%                                             | 70                                                  |

 Primarie della Virginia 
| Primarie del partito Democratico della Virginia, 2008 Risultati non completi | Primarie del partito Democratico della Virginia, 2008 Risultati non completi | Primarie del partito Democratico della Virginia, 2008 Risultati non completi | Primarie del partito Democratico della Virginia, 2008 Risultati non completi | Primarie del partito Democratico della Virginia, 2008 Risultati non completi |
| Candidato                                                                    | Candidato                                                                    | Voti                                                                         | Percentuale                                                                  | Delegati nazionali                                                           |
| ---------------------------------------------------------------------------- | ---------------------------------------------------------------------------- | ---------------------------------------------------------------------------- | ---------------------------------------------------------------------------- | ---------------------------------------------------------------------------- |
| Barack Obama                                                                 | Barack Obama                                                                 | 627.135                                                                      | 63,65%                                                                       | 54                                                                           |
| Hillary Clinton                                                              | Hillary Clinton                                                              | 349.528                                                                      | 35,47%                                                                       | 29                                                                           |
| John Edwards                                                                 | John Edwards                                                                 | 5.190                                                                        | 0,53%                                                                        | 0                                                                            |
| Dennis Kucinich                                                              | Dennis Kucinich                                                              | 1.633                                                                        | 0,17%                                                                        | 0                                                                            |
| Bill Richardson                                                              | Bill Richardson                                                              | 990                                                                          | 0,10%                                                                        | 0                                                                            |
| Joe Biden                                                                    | Joe Biden                                                                    | 804                                                                          | 0,08%                                                                        | 0                                                                            |
| Totale                                                                       | Totale                                                                       | 985.280                                                                      | 100,00%                                                                      | 83                                                                           |

 Caucus delle Hawaii 
| Caucus del partito Democratico delle Hawaii, 2008 | Caucus del partito Democratico delle Hawaii, 2008 | Caucus del partito Democratico delle Hawaii, 2008 | Caucus del partito Democratico delle Hawaii, 2008 | Caucus del partito Democratico delle Hawaii, 2008 |
| Candidato                                         | Candidato                                         | Voti                                              | Percentuale                                       | Delegati nazionali                                |
| ------------------------------------------------- | ------------------------------------------------- | ------------------------------------------------- | ------------------------------------------------- | ------------------------------------------------- |
| Barack Obama                                      | Barack Obama                                      | 28.347                                            | 75,74%                                            | 14                                                |
| Hillary Clinton                                   | Hillary Clinton                                   | 8.835                                             | 23,61%                                            | 6                                                 |
| Dennis Kucinich                                   | Dennis Kucinich                                   | 138                                               | 0,37%                                             | 0                                                 |
| John Edwards                                      | John Edwards                                      | 41                                                | 0,11%                                             | 0                                                 |
| Uncommitted                                       | Uncommitted                                       | 65                                                | 0,17%                                             | 0                                                 |
| Totale                                            | Totale                                            | 37.426                                            | 100,00%                                           | 20                                                |

 Primarie del Wisconsin 
| Primarie del partito Democratico del Wisconsin, 2008 | Primarie del partito Democratico del Wisconsin, 2008 | Primarie del partito Democratico del Wisconsin, 2008 | Primarie del partito Democratico del Wisconsin, 2008 | Primarie del partito Democratico del Wisconsin, 2008 |
| Candidato                                            | Candidato                                            | Voti                                                 | Percentuale                                          | Delegati nazionali                                   |
| ---------------------------------------------------- | ---------------------------------------------------- | ---------------------------------------------------- | ---------------------------------------------------- | ---------------------------------------------------- |
| Barack Obama                                         | Barack Obama                                         | 645.954                                              | 58,13%                                               | 42                                                   |
| Hillary Clinton                                      | Hillary Clinton                                      | 452.757                                              | 40,74%                                               | 32                                                   |
| John Edwards                                         | John Edwards                                         | 6.673                                                | 0,60%                                                | 0                                                    |
| Dennis Kucinich                                      | Dennis Kucinich                                      | 2.644                                                | 0,24%                                                | 0                                                    |
| Joe Biden                                            | Joe Biden                                            | 756                                                  | 0,07%                                                | 0                                                    |
| Bill Richardson                                      | Bill Richardson                                      | 535                                                  | 0,05%                                                | 0                                                    |
| Mike Gravel                                          | Mike Gravel                                          | 518                                                  | 0,05%                                                | 0                                                    |
| Christopher Dodd                                     | Christopher Dodd                                     | 498                                                  | 0,04%                                                | 0                                                    |
| Uninstructed                                         | Uninstructed                                         | 863                                                  | 0,08%                                                | 0                                                    |
| Totale                                               | Totale                                               | 1.111.198                                            | 100,00%                                              | 74                                                   |

 Primarie dell'Ohio 

Bandiera delle Hawaii

Bandiera del Wisconsin

Bandiera dell'Ohio

Nelle primarie dell'Ohio del 4 marzo si sono decisi 161 delegati, tra cui 20 superdelegati. Gli altri 141 sono suddivisi in 92 delegati assegnati in base ai risultati ottenuti dai candidati nei 18 congressional district, 31 delegati attribuiti in base ai risultati globali e 18 leader di partito.
Dei 20 superdelegati, fanno parte 9 membri del comitato nazionale del partito democratico, 7 rappresentanti del partito, 2 senatori. Gli ultimi due saranno eletti al meeting del 10 maggio 2008.
| Primarie del partito Democratico dell'Ohio, 2008 | Primarie del partito Democratico dell'Ohio, 2008 | Primarie del partito Democratico dell'Ohio, 2008 | Primarie del partito Democratico dell'Ohio, 2008 | Primarie del partito Democratico dell'Ohio, 2008 |
| Candidato                                        | Candidato                                        | Voti                                             | Percentuale                                      | Delegati nazionali                               |
| ------------------------------------------------ | ------------------------------------------------ | ------------------------------------------------ | ------------------------------------------------ | ------------------------------------------------ |
| Hillary Clinton                                  | Hillary Clinton                                  | 1.212.077                                        | 54,29%                                           | 75                                               |
| Barack Obama                                     | Barack Obama                                     | 982.172                                          | 43,99%                                           | 66                                               |
| John Edwards                                     | John Edwards                                     | 38.293                                           | 1,72%                                            | 0                                                |
| Totale                                           | Totale                                           | 2.232.542                                        | 100,00%                                          | 141                                              |

 Primarie di Rhode Island 

Bandiera di Rhode Island

I delegati decisi dalle primarie a Rhode Island del 4 marzo sono 32, di cui 11 superdelegati. Gli altri 21 sono suddivisi in 13 delegati assegnati in base ai risultati ottenuti nei 2 congressional district e 8 delegati assegnati in base ai risultati globali. Tra questi ultimi sono presenti 3 leader di partito.
Degli 11 superdelegati, 6 sono membri del comitato nazionale del partito, 2 sono senatori, 2 sono rappresentanti del partito e 1 viene selezionato al meeting che si terrà il 19 giugno.
| Primarie del partito Democratico di Rhode Island, 2008 | Primarie del partito Democratico di Rhode Island, 2008 | Primarie del partito Democratico di Rhode Island, 2008 | Primarie del partito Democratico di Rhode Island, 2008 | Primarie del partito Democratico di Rhode Island, 2008 |
| Candidato                                              | Candidato                                              | Voti                                                   | Percentuale                                            | Delegati nazionali                                     |
| ------------------------------------------------------ | ------------------------------------------------------ | ------------------------------------------------------ | ------------------------------------------------------ | ------------------------------------------------------ |
| Hillary Clinton                                        | Hillary Clinton                                        | 108.750                                                | 58,45%                                                 | 13                                                     |
| Barack Obama                                           | Barack Obama                                           | 75.115                                                 | 40,37%                                                 | 8                                                      |
| John Edwards                                           | John Edwards                                           | 1.132                                                  | 0,60%                                                  | 0                                                      |
| Uncommitted                                            | Uncommitted                                            | 1.039                                                  | 0,55%                                                  | 0                                                      |
| Totale                                                 | Totale                                                 | 186.036                                                | 100,00%                                                | 21                                                     |

 Primarie del Texas 

Bandiera del Texas

Nello Stato del Texas, le primarie si svolgono in una serie di eventi. I delegati sono selezionati tramite le primarie, che si sono tenute il 4 marzo e una serie di caucus che si terranno tra il 4 marzo e il 7 giugno dal partito democratico. A causa del risultato poco netto del supermartedì e del grande numero di delegati (il maggiore tra tutti gli stati, per il partito democratico), sia Clinton che Obama hanno dedicato particolare attenzione alle campagne elettorali in questo Stato.
I risultati del Texas assegnano ben 228 delegati. Di essi, 35 sono unpledged, ovvero non sono legati ad un particolare candidato e sono detti superdelegati. Gli altri 193 sono ulteriormente suddivisi in 126 delegati decisi a livello di district e 67 globalmente. Tra questi 67, che saranno assegnati ai candidati alla convention dello Stato il 6 e 7 giugno, 25 sono leader del partito democratico.
Dei 35 superdelegati, 17 sono membri del comitato nazionale del partito, 13 sono rappresentanti e 2 sono leader del partito. Altri 3 saranno selezionati alla convention di stato.
Il partito democratico utilizza la combinazione di due processi separati per la selezione. Innanzitutto il partito utilizza i risultati delle primarie per determinare i 126 delegati a livello di district. In seguito si tiene un caucus per selezionare i delegati e determinare quanti dei restanti 67 saranno assegnati ad ogni candidato.
Le primarie si sono tenute il 4 marzo, assieme al primo caucus (Precinct conventions), il secondo (County and Senatorial District conventions) si è tenuto il 29 marzo e l'ultimo (State convention) il 6 e 7 giugno.
| Primarie del partito Democratico del Texas, 2008 | Primarie del partito Democratico del Texas, 2008 | Primarie del partito Democratico del Texas, 2008 | Primarie del partito Democratico del Texas, 2008 | Primarie del partito Democratico del Texas, 2008 |
| Candidato                                        | Candidato                                        | Voti                                             | Percentuale                                      | Delegati nazionali                               |
| ------------------------------------------------ | ------------------------------------------------ | ------------------------------------------------ | ------------------------------------------------ | ------------------------------------------------ |
| Hillary Clinton                                  | Hillary Clinton                                  | 1.453.139                                        | 50,86%                                           | 65                                               |
| Barack Obama                                     | Barack Obama                                     | 1.354.672                                        | 47,41%                                           | 61                                               |
| John Edwards                                     | John Edwards                                     | 29.808                                           | 1,04%                                            | 0                                                |
| Bill Richardson                                  | Bill Richardson                                  | 10.667                                           | 0,37%                                            | 0                                                |
| Joe Biden                                        | Joe Biden                                        | 5.297                                            | 0,19%                                            | 0                                                |
| Chris Dodd                                       | Chris Dodd                                       | 3.718                                            | 0,13%                                            | 0                                                |
| Totale                                           | Totale                                           | 2.857.301                                        | 100,00%                                          | 126                                              |

 Primarie del Vermont 

Bandiera del Vermont

I delegati nazionali assegnati nelle primarie del Vermont del 4 marzo sono 23, di cui 8 superdelegati. Gli altri 15 sono assegnati in base ai risultati delle primarie, tra cui 10 delegati selezionati in base ai risultati nell'unico conventional district.
Degli 8 superdelegati, 5 sono membri del comitato nazionale del partito democratico, un rappresentante del partito, un senatore. L'ultimo superdelegato verrà eletto al meeting del 7 giugno.
| Primarie del partito Democratico del Vermont, 2008 | Primarie del partito Democratico del Vermont, 2008 | Primarie del partito Democratico del Vermont, 2008 | Primarie del partito Democratico del Vermont, 2008 | Primarie del partito Democratico del Vermont, 2008 |
| Candidato                                          | Candidato                                          | Voti                                               | Percentuale                                        | Delegati nazionali                                 |
| -------------------------------------------------- | -------------------------------------------------- | -------------------------------------------------- | -------------------------------------------------- | -------------------------------------------------- |
| Barack Obama                                       | Barack Obama                                       | 91.770                                             | 59,37%                                             | 9                                                  |
| Hillary Clinton                                    | Hillary Clinton                                    | 59.828                                             | 38,71%                                             | 6                                                  |
| John Edwards                                       | John Edwards                                       | 1.966                                              | 1,27%                                              | 0                                                  |
| Dennis Kucinich                                    | Dennis Kucinich                                    | 1.002                                              | 0,65%                                              | 0                                                  |
| Totale                                             | Totale                                             | 154.566                                            | 100,00%                                            | 15                                                 |

 Caucus del Wyoming 

Bandiera del Wyoming

L'8 marzo si sono tenuti i caucus del Wyoming, che hanno determinato 12 delegati nazionali su 18. L'assegnazione avviene in modo proporzionale con soglia di sbarramento al 15%. Nella convention del 24 maggio saranno selezionati 6 superdelegati, composti da 4 membri del comitato nazionale del partito, un governatore e un superdelegato bonus.
| Caucus del partito Democratico del Wyoming, 2008 | Caucus del partito Democratico del Wyoming, 2008 | Caucus del partito Democratico del Wyoming, 2008 | Caucus del partito Democratico del Wyoming, 2008 | Caucus del partito Democratico del Wyoming, 2008 |
| Candidato                                        | Candidato                                        | Voti                                             | Percentuale                                      | Delegati nazionali                               |
| ------------------------------------------------ | ------------------------------------------------ | ------------------------------------------------ | ------------------------------------------------ | ------------------------------------------------ |
| Barack Obama                                     | Barack Obama                                     | 5.378                                            | 61,44%                                           | 7                                                |
| Hillary Clinton                                  | Hillary Clinton                                  | 3.311                                            | 37,83%                                           | 5                                                |
| Totale                                           | Totale                                           | 8.753                                            | 100,00%                                          | 12                                               |

 Primarie del Mississippi 

Bandiera del Mississippi

Le primarie dello Stato del Mississippi hanno assegnato 33 delegati su 40. 22 delegati sono stati assegnati in base al voto ottenuto dai candidati nei 4 congressional district dello Stato, 7 in base ai risultati totali e 4 sono leader di partito. Il 31 maggio si è tenuta la convention dove saranno eletti 7 superdelegati, composti da 4 membri del comitato nazionale del partito, 2 rappresentanti e un superdelegato bonus.
| Primarie del partito Democratico del Mississippi, 2008 | Primarie del partito Democratico del Mississippi, 2008 | Primarie del partito Democratico del Mississippi, 2008 | Primarie del partito Democratico del Mississippi, 2008 | Primarie del partito Democratico del Mississippi, 2008 |
| Candidato                                              | Candidato                                              | Voti                                                   | Percentuale                                            | Delegati nazionali                                     |
| ------------------------------------------------------ | ------------------------------------------------------ | ------------------------------------------------------ | ------------------------------------------------------ | ------------------------------------------------------ |
| Barack Obama                                           | Barack Obama                                           | 253.453                                                | 60,71%                                                 | 19                                                     |
| Hillary Clinton                                        | Hillary Clinton                                        | 154.989                                                | 37,11%                                                 | 14                                                     |
| John Edwards                                           | John Edwards                                           | 3.841                                                  | 0,92%                                                  | 0                                                      |
| Joe Biden                                              | Joe Biden                                              | 1.768                                                  | 0,42%                                                  | 0                                                      |
| Bill Richardson                                        | Bill Richardson                                        | 1.329                                                  | 0,32%                                                  | 0                                                      |
| Dennis Kucinich                                        | Dennis Kucinich                                        | 891                                                    | 0,21%                                                  | 0                                                      |
| Christopher Dodd                                       | Christopher Dodd                                       | 718                                                    | 0,17%                                                  | 0                                                      |
| Mike Gravel                                            | Mike Gravel                                            | 578                                                    | 0,14%                                                  | 0                                                      |
| Totale                                                 | Totale                                                 | 417.567                                                | 100,00%                                                | 33                                                     |

 Primarie della Pennsylvania 

Bandiera del Pennsylvania

Le primarie della Pennsylvania si sono tenute il 22 aprile e hanno determinato 151 delegati nazionali e 30 superdelegati.
| Primarie del partito Democratico della Pennsylvania, 2008 | Primarie del partito Democratico della Pennsylvania, 2008 | Primarie del partito Democratico della Pennsylvania, 2008 | Primarie del partito Democratico della Pennsylvania, 2008 | Primarie del partito Democratico della Pennsylvania, 2008 |
| Candidato                                                 | Candidato                                                 | Voti                                                      | Percentuale                                               | Delegati nazionali                                        |
| --------------------------------------------------------- | --------------------------------------------------------- | --------------------------------------------------------- | --------------------------------------------------------- | --------------------------------------------------------- |
| Hillary Clinton                                           | Hillary Clinton                                           | 1.259.296                                                 | 55,00%                                                    | 81                                                        |
| Barack Obama                                              | Barack Obama                                              | 1.030.333                                                 | 45,00%                                                    | 70                                                        |
| Totale                                                    | Totale                                                    | 2.289.629                                                 | 100,00%                                                   | 151                                                       |

 Caucus del territorio di Guam 

Bandiera del territorio di Guam

I caucus del territorio di Guam si sono tenute il 3 maggio e hanno determinato 4 delegati nazionali e 5 superdelegati.
| Caucus del Partito Democratico del territorio di Guam, 2008 | Caucus del Partito Democratico del territorio di Guam, 2008 | Caucus del Partito Democratico del territorio di Guam, 2008 | Caucus del Partito Democratico del territorio di Guam, 2008 |
| Candidato                                                   | Voti                                                        | Percentuale                                                 | Delegati nazionali                                          |
| ----------------------------------------------------------- | ----------------------------------------------------------- | ----------------------------------------------------------- | ----------------------------------------------------------- |
| Barack Obama                                                | 2.264                                                       | 50,08%                                                      | 2                                                           |
| Hillary Clinton                                             | 2.257                                                       | 49,92%                                                      | 2                                                           |
| Totale                                                      | 4.521                                                       | 100,00%                                                     | 4                                                           |

 Primarie dell'Indiana 

Bandiera dell'Indiana

Le primarie dell'Indiana si sono tenute il 6 maggio e hanno determinato 72 delegati nazionali e 12 superdelegati.
| Primarie del Partito Democratico dell'Indiana, 2008 | Primarie del Partito Democratico dell'Indiana, 2008 | Primarie del Partito Democratico dell'Indiana, 2008 | Primarie del Partito Democratico dell'Indiana, 2008 |
| Candidato                                           | Voti                                                | Percentuale                                         | Delegati nazionali                                  |
| --------------------------------------------------- | --------------------------------------------------- | --------------------------------------------------- | --------------------------------------------------- |
| Hillary Clinton                                     | 646.235                                             | 50,56%                                              | 38                                                  |
| Barack Obama                                        | 632.061                                             | 49,44%                                              | 34                                                  |
| Totale                                              | 1.278.296                                           | 100,00%                                             | 72                                                  |

 Primarie della Carolina del Nord 

Bandiera della Carolina del Nord

Le primarie della Carolina del nord si sono tenute il 6 maggio e hanno determinato 115 delegati nazionali e 19 superdelegati.
| Primarie del Partito Democratico della Carolina del Nord, 2008 | Primarie del Partito Democratico della Carolina del Nord, 2008 | Primarie del Partito Democratico della Carolina del Nord, 2008 | Primarie del Partito Democratico della Carolina del Nord, 2008 |
| Candidato                                                      | Voti                                                           | Percentuale                                                    | Delegati nazionali                                             |
| -------------------------------------------------------------- | -------------------------------------------------------------- | -------------------------------------------------------------- | -------------------------------------------------------------- |
| Barack Obama                                                   | 887.391                                                        | 56,14%                                                         | 67                                                             |
| Hillary Clinton                                                | 657.669                                                        | 41,61%                                                         | 48                                                             |
| Mike Gravel                                                    | 12.452                                                         | 0,79%                                                          | 0                                                              |
| Nessuna Preferenza                                             | 23.214                                                         | 1,47%                                                          | 0                                                              |
| Totale                                                         | 1.580.726                                                      | 100,00%                                                        | 115                                                            |

 Primarie della Virginia Occidentale 

Bandiera della Virginia Occidentale

Le primarie della Virginia occidentale si sono tenute il 13 maggio e hanno determinato 28 delegati nazionali e 11 superdelegati.
| Primarie del Partito Democratico della Virginia Occidentale, 2008 | Primarie del Partito Democratico della Virginia Occidentale, 2008 | Primarie del Partito Democratico della Virginia Occidentale, 2008 | Primarie del Partito Democratico della Virginia Occidentale, 2008 |
| Candidato                                                         | Voti                                                              | Percentuale                                                       | Delegati nazionali                                                |
| ----------------------------------------------------------------- | ----------------------------------------------------------------- | ----------------------------------------------------------------- | ----------------------------------------------------------------- |
| Hillary Clinton                                                   | 240.890                                                           | 66,93%                                                            | 20                                                                |
| Barack Obama                                                      | 92.736                                                            | 25,77%                                                            | 8                                                                 |
| John Edwards                                                      | 26.284                                                            | 7,3%                                                              | 0                                                                 |
| Totale                                                            | 359.910                                                           | 100,00%                                                           | 28                                                                |

 Primarie del Kentucky 

Bandiera del Kentucky

Le primarie del Kentucky si sono tenute il 20 maggio e hanno determinato 51 delegati nazionali e 9 superdelegati.
| Primarie del Partito Democratico del Kentucky, 2008 | Primarie del Partito Democratico del Kentucky, 2008 | Primarie del Partito Democratico del Kentucky, 2008 | Primarie del Partito Democratico del Kentucky, 2008 | Primarie del Partito Democratico del Kentucky, 2008 |
| Candidate                                           | Votes                                               | Percentage                                          | Delegates                                           |                                                     |
| --------------------------------------------------- | --------------------------------------------------- | --------------------------------------------------- | --------------------------------------------------- | --------------------------------------------------- |
| Hillary Clinton                                     | 459.511                                             | 65,48%                                              | 37                                                  |                                                     |
| Barack Obama                                        | 209.954                                             | 29,92%                                              | 14                                                  |                                                     |
| Uncommitted                                         | 18.091                                              | 2,58%                                               | 0                                                   |                                                     |
| John Edwards                                        | 14.212                                              | 2,03%                                               | 0                                                   |                                                     |
| Totale                                              | 701.768                                             | 100,00%                                             | 51                                                  |                                                     |

 Primarie dell'Oregon 

Bandiera dell'Oregon

Le primarie dell'Oregon si sono tenute il 20 maggio e hanno determinato 52 delegati nazionali e 13 superdelegati.
| Primarie del Partito Democratico dell'Oregon, 2008 | Primarie del Partito Democratico dell'Oregon, 2008 | Primarie del Partito Democratico dell'Oregon, 2008 | Primarie del Partito Democratico dell'Oregon, 2008 |
| Candidati                                          | Voti                                               | Percentuale                                        | Delegati nazionali                                 |
| -------------------------------------------------- | -------------------------------------------------- | -------------------------------------------------- | -------------------------------------------------- |
| Barack Obama                                       | 375.385                                            | 58,52%                                             | 31                                                 |
| Hillary Clinton                                    | 259.825                                            | 40,50%                                             | 21                                                 |
| Write-in                                           | 6.289                                              | 0,98%                                              | 0                                                  |
| Totale                                             | 638.790                                            | 100,00%                                            | 52                                                 |

 Primarie del Montana 

Bandiera del Montana

Le primarie del Montana si sono tenute il 3 giugno e hanno determinato 16 delegati nazionali e 8 superdelegati.
| Primarie del Partito Democratico del Montana, 2008 | Primarie del Partito Democratico del Montana, 2008 | Primarie del Partito Democratico del Montana, 2008 | Primarie del Partito Democratico del Montana, 2008 | Primarie del Partito Democratico del Montana, 2008 |
| Candidato                                          | Voti                                               | Percentuale                                        | Delegati nazionali                                 |                                                    |
| -------------------------------------------------- | -------------------------------------------------- | -------------------------------------------------- | -------------------------------------------------- | -------------------------------------------------- |
| Barack Obama                                       | 103.174                                            | 56,56%                                             | 9                                                  |                                                    |
| Hillary Clinton                                    | 74.889                                             | 41,05%                                             | 7                                                  |                                                    |
| Uncommitted                                        | 4.358                                              | 2,39%                                              | 0                                                  |                                                    |
| Totale                                             | 182.421                                            | 100,00%                                            | 16                                                 |                                                    |

 Primarie del Dakota del Sud 

Bandiera del Dakota del Sud

Le primarie del Dakota del Sud si sono tenute il 3 giugno e hanno determinato 15 delegati nazionali e 8 superdelegati.
| Primarie del Partito Democratico del Dakota del Sud, 2008 | Primarie del Partito Democratico del Dakota del Sud, 2008 | Primarie del Partito Democratico del Dakota del Sud, 2008 | Primarie del Partito Democratico del Dakota del Sud, 2008 |
| Candidati                                                 | Voti                                                      | Percentuale                                               | Delegati nazionali                                        |
| --------------------------------------------------------- | --------------------------------------------------------- | --------------------------------------------------------- | --------------------------------------------------------- |
| Hillary Clinton                                           | 54.128                                                    | 55,35%                                                    | 9                                                         |
| Barack Obama                                              | 43.669                                                    | 44,65%                                                    | 6                                                         |
| Totale                                                    | 97.797                                                    | 100,00%                                                   | 15                                                        |

 Primarie di Porto Rico 

Bandiera di Porto Rico

Le primarie di Porto Rico si sono tenute il 1º giugno e hanno determinato 55 delegati nazionali e 8 superdelegati.
| Primarie del Partito Democratico di Porto Rico, 2008 | Primarie del Partito Democratico di Porto Rico, 2008 | Primarie del Partito Democratico di Porto Rico, 2008 | Primarie del Partito Democratico di Porto Rico, 2008 |
| Candidato                                            | Voti                                                 | Percentuale                                          | Delegati nazionali                                   |
| ---------------------------------------------------- | ---------------------------------------------------- | ---------------------------------------------------- | ---------------------------------------------------- |
| Hillary Clinton                                      | 263.120                                              | 67,73%                                               | 38                                                   |
| Barack Obama                                         | 121.458                                              | 31,27%                                               | 17                                                   |
| Pending                                              | 1.650                                                | 0,42%                                                | 0                                                    |
| Schede bianche                                       | 1.071                                                | 0,28%                                                | 0                                                    |
| Provisional Ballot                                   | 1.178                                                | 0,30%                                                | 0                                                    |
| Totale                                               | 388.477                                              | 100,00%                                              | 55                                                   |